# Romeu Pellicciari
Romeu Pellicciari, beter bekend als Romeu, (Jundiaí, 26 maart 1911 –  São Paulo, 15 juli 1971) was een Braziliaanse voetballer.

## Biografie
Romeu, een Italo-Braziliaan, begon zijn carrière bij kleine amateurteams en maakte in 1930 de overstap naar Palestra Itália, het huidige Palmeiras. Met deze club won hij drie staatstitels en in 1933 ook de eerste editie van het Torneio Rio-São Paulo. In 1933 maakte hij zich een onsterfelijke clublegende toen hij in een wedstrijd tegen rivaal Corinthians vier keer scoorde, het werd uiteindelijk 8-0.
In 1935 maakte hij de overstap naar Fluminense uit Rio de Janeiro. Met deze club won hij vijf keer het Campeonato Carioca en verder ook het Torneio Rio-São Paulo en Torneio Municipal. Hij kreeg voorstellen van Europese clubs maar bleef trouw aan Fluminense. In 1942 keerde hij terug naar Palmeiras waarmee hij nog de staatstitel won.
Hij speelde in 1938 voor het nationale elftal en nam met hen deel aan het WK in Frankrijk, waar hij vier wedstrijden speelde. Hij scoorde in de eerste ronde in de 6-5 tegen Polen. In de halve finale maakte hij in de 87ste minuut de aansluitingstreffer tegen Italië, maar de Brazilianen verloren toch de wedstrijd. In de wedstrijd om de derde plaats scoorde hij de 2-1 tegen Zweden, de Brazilianen scoorden daarna nog drie keer.